# Grand Prix Azerbejdżanu 2018

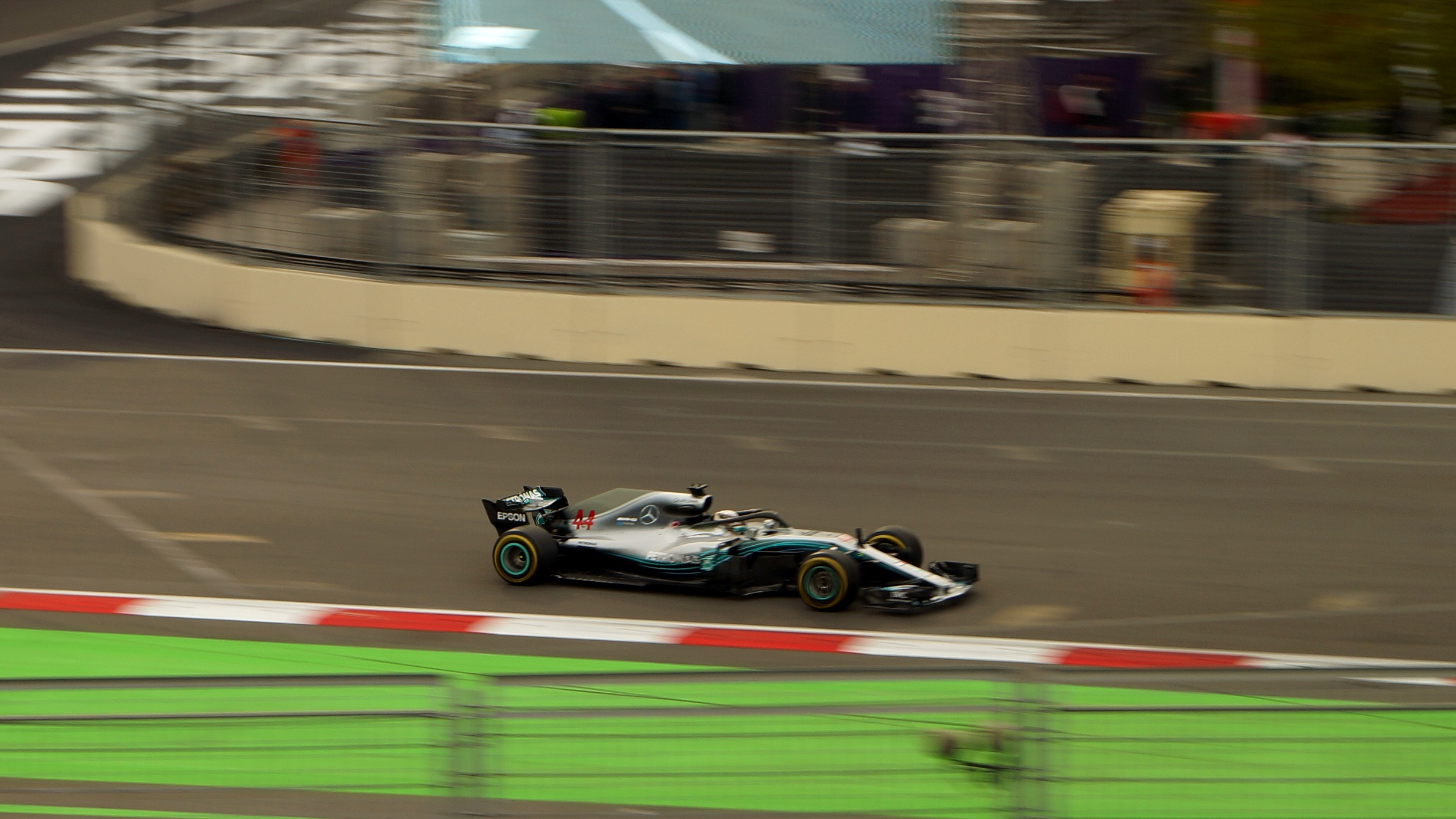
Lewis Hamilton podczas Grand Prix Azerbejdżanu 2018

Grand Prix Azerbejdżanu 2018, oficjalnie Formula 1 2018 Azerbaijan Grand Prix – czwarta eliminacja Mistrzostw Świata Formuły 1 w sezonie 2018. Grand Prix odbyło się w dniach 27–29 kwietnia 2018 roku na torze Bakı Şəhər Halqası w Baku.

## Lista startowa
Źródło: Wyprzedź Mnie!
| Nr | Kierowca          | Zespół                           | Samochód                      | Silnik            | Opony |
| -- | ----------------- | -------------------------------- | ----------------------------- | ----------------- | ----- |
| 2  | Stoffel Vandoorne | McLaren F1 Team                  | McLaren MCL33                 | Renault 1.6T V6   | P     |
| 3  | Daniel Ricciardo  | Aston Martin Red Bull Racing     | Red Bull RB14                 | TAG Heuer 1.6T V6 | P     |
| 5  | Sebastian Vettel  | Scuderia Ferrari                 | Ferrari SF71H                 | Ferrari 1.6T V6   | P     |
| 7  | Kimi Räikkönen    | Scuderia Ferrari                 | Ferrari SF71H                 | Ferrari 1.6T V6   | P     |
| 8  | Romain Grosjean   | Haas F1 Team                     | Haas VF-18                    | Ferrari 1.6T V6   | P     |
| 9  | Marcus Ericsson   | Alfa Romeo Sauber F1 Team        | Sauber C37                    | Ferrari 1.6T V6   | P     |
| 10 | Pierre Gasly      | Red Bull Toro Rosso Honda        | Toro Rosso STR13              | Honda 1.6T V6     | P     |
| 11 | Sergio Pérez      | Sahara Force India F1 Team       | Force India VJM11             | Mercedes 1.6T V6  | P     |
| 14 | Fernando Alonso   | McLaren F1 Team                  | McLaren MCL33                 | Renault 1.6T V6   | P     |
| 16 | Charles Leclerc   | Alfa Romeo Sauber F1 Team        | Sauber C37                    | Ferrari 1.6T V6   | P     |
| 18 | Lance Stroll      | Williams Martini Racing          | Williams FW41                 | Mercedes 1.6T V6  | P     |
| 20 | Kevin Magnussen   | Haas F1 Team                     | Haas VF-18                    | Ferrari 1.6T V6   | P     |
| 27 | Nico Hülkenberg   | Renault Sport Formula One Team   | Renault R.S.18                | Renault 1.6T V6   | P     |
| 28 | Brendon Hartley   | Red Bull Toro Rosso Honda        | Toro Rosso STR13              | Honda 1.6T V6     | P     |
| 31 | Esteban Ocon      | Sahara Force India F1 Team       | Force India VJM11             | Mercedes 1.6T V6  | P     |
| 33 | Max Verstappen    | Aston Martin Red Bull Racing     | Red Bull RB14                 | TAG Heuer 1.6T V6 | P     |
| 35 | Siergiej Sirotkin | Williams Martini Racing          | Williams FW41                 | Mercedes 1.6T V6  | P     |
| 44 | Lewis Hamilton    | Mercedes AMG Petronas Motorsport | Mercedes AMG F1 W09 EQ Power+ | Mercedes 1.6T V6  | P     |
| 55 | Carlos Sainz Jr.  | Renault Sport Formula One Team   | Renault R.S.18                | Renault 1.6T V6   | P     |
| 77 | Valtteri Bottas   | Mercedes AMG Petronas Motorsport | Mercedes AMG F1 W09 EQ Power+ | Mercedes 1.6T V6  | P     |
| Nr | Kierowca          | Zespół                           | Samochód                      | Silnik            | Opony |

## Wyniki

### Sesje treningowe
Źródło: Wyprzedź Mnie!
| Sesja | Nr | Kierowca         | Konstruktor | Czas     | Okr. |
| ----- | -- | ---------------- | ----------- | -------- | ---- |
| 1     | 77 | Valtteri Bottas  | Mercedes    | 1:44,242 | 26   |
| 2     | 3  | Daniel Ricciardo | Red Bull    | 1:42,795 | 35   |
| 3     | 5  | Sebastian Vettel | Ferrari     | 1:43,091 | 17   |

### Kwalifikacje
Źródło: Wyprzedź Mnie!
| Poz. | Nr | Kierowca          | Konstruktor | Q1         | Q2       | Q3       | Poz. s. |
| --- | --- | ----------------- | ----------- | ---------- | -------- | -------- | ------- |
| 1 | 5 | Sebastian Vettel  | Ferrari     | 1:42,762   | 1:43,015 | 1:41,498 | 1       |
| 2 | 44 | Lewis Hamilton    | Mercedes    | 1:42,693   | 1:42,676 | 1:41,677 | 2       |
| 3 | 77 | Valtteri Bottas   | Mercedes    | 1:43,355   | 1:42,679 | 1:41,837 | 3       |
| 4 | 3 | Daniel Ricciardo  | Red Bull    | 1:42,857   | 1:43,482 | 1:41,911 | 4       |
| 5 | 33 | Max Verstappen    | Red Bull    | 1:42,642   | 1:42,901 | 1:41,994 | 5       |
| 6 | 7 | Kimi Räikkönen    | Ferrari     | 1:42,538   | 1:42,510 | 1:42,490 | 6       |
| 7 | 31 | Esteban Ocon      | Force India | 1:43,021   | 1:42,967 | 1:42,523 | 7       |
| 8 | 11 | Sergio Pérez      | Force India | 1:43,992   | 1:43,366 | 1:42,547 | 8       |
| 9 | 27 | Nico Hülkenberg   | Renault     | 1:43,746   | 1:43,232 | 1:43,066 | 14      |
| 10 | 55 | Carlos Sainz Jr.  | Renault     | 1:43,426   | 1:43,464 | 1:43,351 | 9       |
| 11 | 18 | Lance Stroll      | Williams    | 1:44,359   | 1:43,585 |          | 10      |
| 12 | 35 | Siergiej Sirotkin | Williams    | 1:44,261   | 1:43,886 |          | 11      |
| 13 | 14 | Fernando Alonso   | McLaren     | 1:44,010   | 1:44,019 |          | 12      |
| 14 | 16 | Charles Leclerc   | Sauber      | 1:43,752   | 1:44,074 |          | 13      |
| 15 | 20 | Kevin Magnussen   | Haas        | 1:43,674   | 1:44,759 |          | 15      |
| 16 | 2 | Stoffel Vandoorne | McLaren     | 1:44,489   |          |          | 16      |
| 17 | 10 | Pierre Gasly      | Toro Rosso  | 1:44,496   |          |          | 17      |
| 18 | 9 | Marcus Ericsson   | Sauber      | 1:45,541   |          |          | 18      |
| 19 | 28 | Brendon Hartley   | Toro Rosso  | 1:57,354   |          |          | 19      |
| 20 | 8 | Romain Grosjean   | Haas        | brak czasu |          |          | 20      |
| Poz. | Nr | Kierowca          | Konstruktor | Q1         | Q2       | Q3       | Poz. s. |
| \| Legenda \| Legenda \| \| ------------------------ \| ---------------------------------------------------------------------------------------------------------------------------------------------------------------------------------------------------------------------------------------------------------------- \| \| Poz. Nr Q1 Q2 Q3 Poz. s. \| Pozycja zajęta w sesji kwalifikacyjnej Numer startowy kierowcy Wynik uzyskany w pierwszej części kwalifikacji Wynik uzyskany w drugiej części kwalifikacji Wynik uzyskany w trzeciej części kwalifikacji Pozycja startowa po uwzględnięniu kar, przesunięć, itp. \| | |                   |             |            |          |          |         |
| Legenda | |                   |             |            |          |          |         |
| Poz. Nr Q1 Q2 Q3 Poz. s. | Pozycja zajęta w sesji kwalifikacyjnej Numer startowy kierowcy Wynik uzyskany w pierwszej części kwalifikacji Wynik uzyskany w drugiej części kwalifikacji Wynik uzyskany w trzeciej części kwalifikacji Pozycja startowa po uwzględnięniu kar, przesunięć, itp. |                   |             |            |          |          |         |

1. 1 2  Nico Hülkenberg i Romain Grosjean został cofnięty o pięć pozycji na starcie za nieplanowaną zmianę skrzyni biegów.
2. 1 2  Brendon Hartley i Romain Grosjean nie spełnili reguły 107% czasu, lecz zostali dopuszczeni do wyścigu.

### Wyścig
Źródło: Wyprzedź Mnie!
| P                 | + / – | Nr | Kierowca          | Konstruktor | Okr. | Czas / Strata | Komentarz                        |
| ----------------- | ----- | -- | ----------------- | ----------- | ---- | ------------- | -------------------------------- |
| 1                 | 1     | 44 | Lewis Hamilton    | Mercedes    | 51   | 1h43m44,291   |                                  |
| 2                 | 4     | 7  | Kimi Räikkönen    | Ferrari     | 51   | +0:02,460     |                                  |
| 3                 | 5     | 11 | Sergio Pérez      | Force India | 51   | +0:04,024     |                                  |
| 4                 | 3     | 5  | Sebastian Vettel  | Ferrari     | 51   | +0:05,329     |                                  |
| 5                 | 4     | 55 | Carlos Sainz Jr.  | Renault     | 51   | +0:07,515     |                                  |
| 6                 | 7     | 16 | Charles Leclerc   | Sauber      | 51   | +0:09,158     |                                  |
| 7                 | 5     | 14 | Fernando Alonso   | McLaren     | 51   | +0:10,931     |                                  |
| 8                 | 2     | 18 | Lance Stroll      | Williams    | 51   | +0:12,546     |                                  |
| 9                 | 7     | 2  | Stoffel Vandoorne | McLaren     | 51   | +0:14,152     |                                  |
| 10                | 9     | 28 | Brendon Hartley   | Toro Rosso  | 51   | +0:18,030     |                                  |
| 11                | 7     | 9  | Marcus Ericsson   | Sauber      | 51   | +0:18,512     |                                  |
| 12                | 5     | 10 | Pierre Gasly      | Toro Rosso  | 51   | +0:24,720     |                                  |
| 13                | 2     | 20 | Kevin Magnussen   | Haas        | 51   | +0:40,663     | [ a ]                            |
| 14                | 11    | 77 | Valtteri Bottas   | Mercedes    | 48   | +3 okr.       | opona                            |
| Niesklasyfikowani |       |    |                   |             |      |               |                                  |
|                   |       | 8  | Romain Grosjean   | Haas        | 42   | +9 okr.       | wypadek                          |
|                   |       | 33 | Max Verstappen    | Red Bull    | 39   | +12 okr.      | kolizja z Ricciardo              |
|                   |       | 3  | Daniel Ricciardo  | Red Bull    | 39   | +12 okr.      | kolizja z Verstappenem           |
|                   |       | 27 | Nico Hülkenberg   | Renault     | 10   | +41 okr.      | wypadek                          |
|                   |       | 31 | Esteban Ocon      | Force India | 0    | +51 okr.      | kolizja z Raikkonenem            |
|                   |       | 35 | Siergiej Sirotkin | Williams    | 0    | +51 okr.      | kolizja z Hülkenbergiem i Alonso |
| P                 | + / – | Nr | Kierowca          | Konstruktor | Okr. | Czas / Strata | Komentarz                        |

1. ↑  Kevin Magnussen został ukarany dodaniem 10 sekund do czasu za spowodowanie kolizji.
2. ↑  Valtteri Bottas nie ukończył wyścigu, lecz przejechał 90% wyścigu, więc został sklasyfikowany.

### Najszybsze okrążenie
Źródło: Wyprzedź Mnie!
| Nr | Kierowca        | Konstruktor | Czas     | Okr. |
| -- | --------------- | ----------- | -------- | ---- |
| 77 | Valtteri Bottas | Mercedes    | 1:45,149 | 37   |

### Prowadzenie w wyścigu
| Nr                              | Kierowca         | Konstruktor | Okrążenia | Suma |
| ------------------------------- | ---------------- | ----------- | --------- | ---- |
| 5                               | Sebastian Vettel | Ferrari     | 1-30      | 30   |
| 77                              | Valtteri Bottas  | Mercedes    | 31-48     | 18   |
| 44                              | Lewis Hamilton   | Mercedes    | 49-51     | 3    |
| \| Wykres \| \| ------ \| \| \| |                  |             |           |      |
| Źródło: racing-reference.info   |                  |             |           |      |
| Wykres                          |                  |             |           |      |
|                                 |                  |             |           |      |

## Klasyfikacja po wyścigu

### Kierowcy
| P  | +/− | Kierowca          | Starty | Punkty | P1 | P2 | P3 | PP | NO | NS |
| -- | --- | ----------------- | ------ | ------ | -- | -- | -- | -- | -- | -- |
| 1  | +1  | Lewis Hamilton    | 4      | 70     | 1  | 1  | 1  | 1  | –  | –  |
| 2  | −1  | Sebastian Vettel  | 4      | 66     | 2  | –  | –  | 3  | –  | –  |
| 3  | +2  | Kimi Räikkönen    | 4      | 48     | –  | 1  | 2  | –  | –  | 1  |
| 4  | −1  | Valtteri Bottas   | 4      | 40     | –  | 2  | –  | –  | 2  | –  |
| 5  | −1  | Daniel Ricciardo  | 4      | 37     | 1  | –  | –  | –  | 2  | 2  |
| 6  | 0   | Fernando Alonso   | 4      | 28     | –  | –  | –  | –  | –  | –  |
| 7  | 0   | Nico Hülkenberg   | 4      | 22     | –  | –  | –  | –  | –  | 1  |
| 8  | 0   | Max Verstappen    | 4      | 18     | –  | –  | –  | –  | –  | 2  |
| 9  | +6  | Sergio Pérez      | 4      | 15     | –  | –  | 1  | –  | –  | –  |
| 10 | +2  | Carlos Sainz Jr.  | 4      | 13     | –  | –  | –  | –  | –  | –  |
| 11 | −2  | Pierre Gasly      | 4      | 12     | –  | –  | –  | –  | –  | 1  |
| 12 | −2  | Kevin Magnussen   | 4      | 11     | –  | –  | –  | –  | –  | 1  |
| 13 | +3  | Charles Leclerc   | 4      | 8      | –  | –  | –  | –  | –  | –  |
| 14 | −3  | Stoffel Vandoorne | 4      | 8      | –  | –  | –  | –  | –  | –  |
| 15 | +3  | Lance Stroll      | 4      | 4      | –  | –  | –  | –  | –  | –  |
| 16 | −3  | Marcus Ericsson   | 4      | 2      | –  | –  | –  | –  | –  | 1  |
| 17 | −3  | Esteban Ocon      | 4      | 1      | –  | –  | –  | –  | –  | 1  |
| 18 | +2  | Brendon Hartley   | 4      | 1      | –  | –  | –  | –  | –  | –  |
| 19 | −2  | Romain Grosjean   | 4      | 0      | –  | –  | –  | –  | –  | 2  |
| 20 | −1  | Siergiej Sirotkin | 4      | 0      | –  | –  | –  | –  | –  | 2  |
| P  | +/− | Kierowca          | Starty | Punkty | P1 | P2 | P3 | PP | NO | NS |

### Konstruktorzy
| P  | +/− | Konstruktor               | Starty | Punkty | P1 | P2 | P3 | PP | NO | NS |
| -- | --- | ------------------------- | ------ | ------ | -- | -- | -- | -- | -- | -- |
| 1  | +1  | Ferrari                   | 8      | 114    | 2  | 1  | 2  | 3  | –  | 1  |
| 2  | −1  | Mercedes                  | 8      | 110    | 1  | 3  | 1  | 1  | 2  | –  |
| 3  | 0   | Red Bull Racing-TAG Heuer | 8      | 55     | 1  | –  | –  | –  | 2  | 4  |
| 4  | 0   | McLaren-Renault           | 8      | 36     | –  | –  | –  | –  | –  | –  |
| 5  | 0   | Renault                   | 8      | 35     | –  | –  | –  | –  | –  | 1  |
| 6  | +3  | Force India-Mercedes      | 8      | 16     | –  | –  | 1  | –  | –  | 1  |
| 7  | −1  | Scuderia Toro Rosso-Honda | 8      | 13     | –  | –  | –  | –  | –  | 1  |
| 8  | −1  | Haas-Ferrari              | 8      | 11     | –  | –  | –  | –  | –  | 3  |
| 9  | −1  | Sauber-Ferrari            | 8      | 10     | –  | –  | –  | –  | –  | 1  |
| 10 | 0   | Williams-Mercedes         | 8      | 4      | –  | –  | –  | –  | –  | 2  |
| P  | +/− | Konstruktor               | Starty | Punkty | P1 | P2 | P3 | PP | NO | NS |